# 皮球花
皮球花又称为小团花，是一种不规则的呈放射状或旋转式圆形纹样。皮球花通常在3厘米以内，多个三三两两聚在一起，疏密有致，作为器物上的装饰。
小团花应该有3000年以上的历史，在一些青铜器和白陶上都有这种回旋云纹。明清时已普遍应用在：
- 蓝印花布
- 描金漆器
- 彩绘瓷器
- 錾花的金属器具，如银器、铜器、锡器等
- 丝绸印染
- 刺绣